# 欧文·华莱士
欧文·华莱士（英語：Irving Wallace，1916年3月19日—1990年6月29日），美国作家。二战时期曾在美國陸軍航空軍第一影視部隊工作。

## 生平
華萊士十幾歲時開始向雜誌銷售故事。在第二次世界大戰中，華萊士在福克斯堡的弗蘭克卡普拉單位和西奧多·蘇斯·蓋塞爾一起服務，並繼續為雜誌撰稿。他還曾在陸軍第一電影部門任職。然而，華萊士轉成為好萊塢編劇。他製作了諸如西點故事（1950年），斯蒂芬二世（1953年），在展覽會上見面（1953年）和大馬戲團（1959年）等電影。他還為西部電視節目《Have Gun  -  Will Travel》貢獻了三個劇本。
1959年，華萊士出版第一部非小說作品“The Fabulous Originals”和第一部小說“菲利普·弗萊明的罪孽”。後者被評論家所忽視，隨後是極大成功的《查普曼報告》。華萊士一生中出版了33本書，翻譯成31種語言。
歐文·華萊士與前雜誌作家兼編輯西爾維亞·華萊士結婚。西爾維亞·華萊士第一部小說“噴泉”是美國暢銷書，出版了12部外語版。她的第二部小說“皇后”於1980年出版。她還幫助他和他們的兩個孩子一起製作了“名單＃2”和“名人的親密性生活”。
西爾維亞·華萊士於2006年10月20日去世，享年89歲。
華萊士的幾本書已被製作成電影，最著名的書籍包括查普曼報告（1960年），The Prize（1962年），The Word（1972年）和粉絲俱樂部（1974年）。
1990年6月29日，華萊士死於胰腺癌，埋葬於加利福尼亞州卡爾弗希爾賽德紀念公墓。

## 外部連結
- Irving Wallace在互联网电影资料库（IMDb）上的資料（英文）
- "Irving Wallace". Books and Writers （页面存档备份，存于）
- Irving Wallace: A Writer's Profile by John Leverence and Sam L. Grogg （页面存档备份，存于） (Popular Press, 1974)
- The Miracle by Irving Wallace （页面存档备份，存于） (Googlebooks preview)